# Крис Слейд
Крис Слейд (* 30 октомври 1946 в Понтиприд, Великобритания) е британски рок барабанист. Става известен с участието си в групите Manfred Mann’s Earth Band, AC/DC, Юрая Хийп и Asia.

## Дискография

### С Manfred Mann's Earth Band
- 1972: Manfred Mann's Earth Band
- 1972: Glorified Magnified
- 1973: Messin'
- 1973: Solar Fire
- 1974: The Good Earth
- 1975: Nightingales & Bombers
- 1976: The Roaring Silence
- 1978: Watch

### Заедно с AC/DC
- 1991: The Razors Edge
- 1992: Live
- 1993: Big Gun (B-Seiten-Single)